# Biserica „Adormirea Maicii Domnului” din Corten
Biserica „Adormirea Maicii Domnului” este o biserică amplasată în Corten, raionul Taraclia, Republica Moldova. Este un monument arhitectural de importanță națională inclus în Registrul monumentelor Republicii Moldova ocrotite de stat cu nr. 182 (raionul Ceadîr-Lunga). Datează din 1844.